# La cultura de la basura (canción)
«La cultura de la basura» (también llamada «De la cultura de la basura» para diferenciarla del título del disco) es la segunda pista de la versión chilena del álbum La cultura de la basura (1987) del grupo Los Prisioneros. En la edición latinoamericana es la pista número 7.
Existen dos versiones de esta canción: la original, que aparece en las versiones chilena y latinoamericana de La cultura de la basura; y una remezcla inédita que elimina los diálogos y que repite el primer segmento de la introducción de la canción. Esta segunda versión se encuentra en la compilación Ni por la razón ni por la fuerza.

## Canción
«La cultura de la basura» es una burla de la cultura de masas chilena, que fue instalada en la década de 1970 por la dictadura de Pinochet con un discurso de éxito y triunfo. Da a entender una crisis de legitimidad de lo que se entendía como cultura en esos años, en parte por la ausencia de diálogos democráticos que dieran voz a los actores sociales nacionales y, sobre todo, por un consumismo popular impuesto desde la élite, que carece de sentido en un país cruzado por la violencia del régimen dictatorial.

## Curiosidades
- En una entrevista concedida en Perú, el anfitrión del programa comienza a hablar de este tema diciendo que tiene grandes alusiones a «grandes glorias de la música latinoamericana» como Julio Iglesias y Raphael (a pesar de que ambos son españoles) y que la letra es irónica, pero Jorge González afirma que en realidad no es así. Dice que es sincera, que admira a esas personas porque no han perdido en romanticismo, al contrario de Luis Miguel y otros cantantes de esta época.[1]

- En esta canción se menciona al jabón Lux, que en esa época comenzaba a desplazar a las antiguas marcas de jabones chilenos (fue un producto de la multinacional Unilever).

- En la versión demo de esta canción, la frase «tengo un casete de Luis Miguel y colecciono servilletas de papel» originalmente era «tengo un casete de Luis Miguel y me limpio los mocos como él».

- Se pueden escuchar samples de la trompeta de Louis Armstrong y el «One, two, three, four!» de los Beatles en «I Saw Her Standing There».